# 8498 Ufa
A 8498 Ufa (ideiglenes jelöléssel 1990 RM17) a Naprendszer kisbolygóövében található aszteroida. Ljudmila Vasziljevna Zsuravljova fedezte fel 1990. szeptember 15-én.